# Ailuropoda microta
 (avril 2015).
Si vous disposez d'ouvrages ou d'articles de référence ou si vous connaissez des sites web de qualité traitant du thème abordé ici, merci de compléter l'article en donnant les références utiles à sa vérifiabilité et en les liant à la section « Notes et références ».
Espèce
Ailuropoda microta est une espèce éteinte d'ours de la sous-famille des ailuropodinés. C'est l'un des proches parents du Panda géant et la plus vieille espèce connue à être considérée comme un panda de par son régime exclusivement herbivore. Il mesurait 1 m alors que le panda géant moderne a une taille de plus de 1,5 m.
Cette espèce a fait son apparition au début du Pléistocène. Un crâne, découvert dans une grotte de calcaire dans le Sud de la Chine en 2001, est estimé à au moins 2 millions d'années. Il fait environ la moitié de la taille d'un crâne de panda géant moderne et possède déjà une denture caractéristique pour la mastication du bambou. Cette découverte montre que la spécialisation des dents de ces ours s'est faite il y a plus de 2 millions d'années.